# Carlos Larronde
Carlos Larronde, né le 15 septembre 1888 à Rosario en Argentine et mort le 11 novembre 1940 à Montpellier, est un poète, dramaturge, journaliste, maître-verrier et pionnier de la radiodiffusion français du XXe siècle, surnommé le « poète des ondes » par ses confrères journalistes. Il est surtout connu pour ses contributions au théâtre radiophonique et pour son rôle dans le développement de la radio en France.

## Biographie
Carlos Eugenio Alfredo Larronde, né le 15 septembre 1888 à Rosario, est le fils de Maurice Larronde (1865-1941), qui dirige la succursale de la maison de vins et spiritueux Larronde Frères à Buenos-Aires, officier de la Légion d'honneur et de Marguerite Masset (-).
Après la mort de sa mère en Argentine alors qu'il est encore jeune, il rentre en France pour être élevé par ses grands-parents paternels à Bordeaux, où la famille Larronde, d'origine basque, possédait des vignobles. Il grandit dans un environnement cultivé et artistique et développe très tôt une passion pour la littérature, le théâtre et l'astronomie. Il correspond avec l'astronome Camille Flammarion et lui dédie même un poème. Sa jeunesse est marquée par une éducation quelque peu informelle, mais riche en expériences culturelles et artistiques.
Exempté du service militaire en 1909, il commence à travailler comme reporter pour le quotidien La France de Bordeaux et du Sud-Ouest. Il se lie d'amitié avec Olivier Hourcade, avec qui il fonde la revue Les Marches du Sud-Ouest en 1911. Ensemble, ils organisent des lectures et des représentations théâtrales à Bordeaux, promouvant des œuvres poétiques et symbolistes.
Ils montent à Paris en 1912, où ils fréquentent des cercles littéraires et artistiques influents. Ils fondent le Théâtre idéaliste avec Louise Lara et Claude Autant-Lara, mettant en scène des œuvres de Claudel, Péguy, et Maeterlinck, ainsi que des créations modernes. En 1913, il rencontre l'écrivain O. V. de L. Milosz qui sera le parrain de son fils. Il épouse Louise Berthe Frenkel, dite Solange (1891-), de nationalité hollandaise, le 9 septembre 1913 à la mairie du 16e arrondissement de Paris. Leur mariage se termine en juillet 1926, par un divorce prononcé par le tribunal de Toulon.
Dès le début de la Première Guerre mondiale, en septembre 1914, son ami Olivier Hourcade est tué au front. L'exemption de Carlos Larronde reste maintenue par le conseil de révision jusqu'en avril 1917, date à laquelle il est affecté à la 20e Section de Secrétaires d’État-major et du Recrutement (S.S.E.M.R.).
Après la Première Guerre mondiale, il s'installe dans le Midi de la France, où il apprend l'art du vitrail auprès du maître verrier Richard Burgsthal à Théoule-sur-mer. Il participe avec lui à la restauration des vitraux de plusieurs cathédrales, dont celle d'Albi. Alexandra Charbonnier rapporte que Carlos Larronde « retrouve certaines techniques du vitrail, perdues depuis la fin du Moyen Age : l'obtention dans la masse des bleus et des rouges, tels qu'on les voit encore à la cathédrale de Chartres. Ses travaux suscitent des commandes de l'Etat. Il restaure les vingt-neuf verrières de la cathédrale d'Albi. La vie dans le midi ne lui convenant plus, il rentre à Paris en 1929 ».
Il se remarie à La Ciotat, le 27 octobre 1927, avec Juliette Charlotte Fourcine (1901-1986). En août de la même année, ils ont un fils, le poète Olivier Larronde, qui reçoit le prénom de son ami l'écrivain Olivier-Hourcade. Leur fille Myriam nait en juillet 1929.
De retour à Paris, il commence à travailler pour la radio et devient rapidement une figure centrale de la radiodiffusion française de l'entre-deux-guerres. Il fait quotidiennement une chronique d'actualité sur Radio-Cité, premier journal parlé moderne, et anime Le Douzième coup de minuit en 1933. Dans la préface du Théâtre invisible, il écrit qu'il « ne faut pas considérer les auditeurs comme des aveugles. Ils sont autre chose. Ils sont des sur-auditifs ».
Reporter sportif pour la radio, il commente les évènements sportifs internationaux. En juillet 1933, il commente la finale interzone de la Coupe Davis disputée au Stade Roland-Garros entre l'Angleterre et les Etats-Unis, en juin 1936, la rencontre France-Yougoslavie de la Coupe Davis et les Championnats de France de cyclisme. Il couvre pour Radio-Paris la visite des souverains britanniques George VI et la Reine Elisabeth du 19 au 22 juillet 1938 à Paris.
Carlos Larronde meurt prématurément d'une crise cardiaque le 11 novembre 1940 à Montpellier.

## Œuvres principales
- Le livre d'heures, poèmes, 1913[20]
- Anthologie des écrivains français morts pour la patrie, 1916
- L'art cosmique et l'œuvre musical de Rita Strohl, 1931[21]
- Cristaux, poèmes, 1931[22]
- Théâtre invisible : le douzième coup de minuit, le chant des sphères, 1936[16]

## Distinctions
- Chevalier de la Légion d'honneur, décret du 29 janvier 1937[23]